# فرانک وینکه
فرانک وینکه (انگلیسی: Frank Wieneke؛ زادهٔ ۳۱ ژانویه ۱۹۶۲) جودوکار اهل آلمان بود.
وی در مسابقات کشوری و بین‌المللی در مجموع برندهٔ ۲ مدال طلا، ۳ مدال نقره شده‌است.